# Stjepan Tomislav Poglajen
Stjepan Tomislav Poglajen, 1941-től álneve: Tomislav Kolaković, Magyarországon: páter Kolakovics (Podgorač, 1906. szeptember 8. – Párizs, 1990) jezsuita szerzetes, folyóirat-szerkesztő, nagy hatású ifjúsági szervező.

## Gyermekkora és tanulmányai
Stjepan Tomislav Poglajen 1906. szeptember 8-án született Podgorač faluban, Horvátország északi részén. Az elemi iskolát Csepinben (horvátul: Čepin) járta ki, majd négy évig az eszéki reálgimnáziumban tanult. 16 éves korában jelentkezett a jezsuita rendbe. Miután Ljubljanában befejezte a noviciátust, Travnikban (Bosznia-Hercegovina) a jezsuiták által vezetett gimnáziumban folytatta középiskolai tanulmányait. 1926-ban érettségizett. Ezt követően két évig filozófiát tanult a jezsuiták Vals-pres-Le-Puy-i főiskoláján. A rend nevelési szokásainak megfelelően ezután pedagógiai gyakorlat következett: Három éven át latin nyelvet tanított a travniki gimnáziumban, közben nyári kurzuson a Sorbonon francia nyelvtudását tökéletesítette. 1932-től 1936-ig teológiát tanult a belgiumi Leuvenben, a híres katolikus egyetemen. 1935-ben szentelték pappá. 1936-ban védte meg teológiai doktori disszertációját.
Fő tanulmányai mellett foglalkozott szociológiával, orvostudománnyal és a keleti ortodox egyházak lelkiségével is. Nagy hatással volt személyiségének fejlődésére Emmanuel Mounier filozófus, a perszonalizmus megalapítója; az Európai Unió atyjának tekintett Robert Schuman és Joseph Cardijn, a Keresztény Munkásifjú Mozgalom (franciául Jeunesse Ouvrière Chrétienne, JOC) megalapítója. A latin és klasszikus görög nyelvek mellett németül, franciául, angolul és oroszul is beszélt.

## Horvátországi működése
1937-től a befolyásos zágrábi jezsuita folyóirat, a Život főszerkesztőjévé nevezték ki. 1940-től szociológiát is tanított a zágrábi Filozófiai Intézetben, majd Szarajevóban a szociológia mellett erkölcstant is. Mivel írásaiból kitűnt náci- és fasizmus-ellenessége, Horvátország 1941-es náci megszállítását követően mind a németek, mind a horvát fundamentalista nacionalisták ellenségüknek tekintették, ezért Zágrábból menekülnie kellett. Először az olaszok által megszállt Splitbe, majd 1943-ban Szlovákiába ment. Valószínűleg politikai megnyilvánulásai miatt kellett 1943 augusztusában, legalábbis formálisan, elhagynia a jezsuita rendet. Splitben – konspirációs okokból - már nem Poglajen néven élt, hanem édesanyja leánykori nevét felvéve, a Kolakovič nevet használta. Ezen a néven ismerték meg őt Szlovákiában, majd Magyarországon is.

## Szlovákiában, Magyarországon és a Szovjetunióban
Pozsony székhellyel igen széles körű és nagyhatású szervező munkát végzett.  Tevékenysége elsősorban főiskolai hallgatókra irányult. Belőlük szervezte meg a Rodina (magyarul: család) kisközösségi mozgalmat, mely idővel egész Szlovákiában, majd Csehországban is elterjedt. A kisközösségi szervezet tette később lehetővé a „földalatti” életet, amikor először a náci, majd a kommunista diktatúra illegalitásba kényszerítette az elkötelezett keresztényeket. „Mivel előre látta, hogy Szlovákia a háború után a Szovjetunió befolyása alá kerül, felkészítette őket erre. Vezetésével marxizmust és orosz nyelvet tanultak, mivel erősen remélte, hogy Oroszország visszatér a kereszténységhez. Amikor a háború után menekülnie kellett Csehszlovákiából, jelentős számú katolikus értelmiségit tudhatott maga mögött, akik nem csupán átvészelték a kommunizmus időszakát, hanem még 1989 után is jelentős hatásuk volt az ország fejlődésére. Az ötvenes években sokukat letartóztatták, és sok éves börtönre ítélték.”
1945-ben rövid ideig Magyarországon is tevékenykedett. Többek között Debrecenben szervezett fiatalokból álló csoportokat. Itt ismerkedett össze a fiatal piarista szerzetessel, Bulányi Györggyel, akit megbízott azzal a feladattal, hogy folytassa az általa megkezdett munkát, mivel ő más tervei miatt nem tudott hosszabb ideig Magyarországon maradni.
1945-ben felvette a kapcsolatot az oroszokkal. Kolakovičban ugyanis mély benyomást hagyott az úgynevezett 2. fatimai titok, az a jövendölés, amely Oroszország megtéréséről, lelki újjászületéséről szólt. Meg volt győződve arról, hogy az orosz nép a legvallásosabb nemzetek közé tartozik, s hogy az orosz kommunizmus több évtizedes elnyomása sem tudta kiirtani az emberek lelkéből a hitet. Azt remélte, hogy a háború után a Szovjetunió a demokratizálódás útjára lép. Elhatározta, hogy megpróbálja meggyőzni a legfelső szovjet vezetést arról, hogy ne ellenségnek tekintsék a keresztényeket, hanem szövetségesnek, akikkel együttműködve sokkal könnyebben meg lehet valósítani a Jézusi tanításnak is megfelelő társadalmi egyenlőséget és igazságosságot. Akárcsak a magyar jezsuita páter, Nagy Töhötöm, ő is szerette volna elősegíteni a Vatikán a Szovjet közötti diplomáciai kapcsolatok létrejöttét. Részben e lehetőség felmérése érdekében vállalkozott 1945 májusában, magát partizán orvostisztnek kiadva, egy titkos oroszországi útra; másrészt, hogy megismerje a "földalatti" keresztény közösségek életét. Néhány hónapos hiábavaló próbálkozás után azonban csalódottan kellett visszatérnie Szlovákiába, ahol tovább folytatta lelkipásztori és közösségszervező munkáját.
A titkosrendőrség 1946 tavaszán letartóztatta összeesküvésben való részvétel vádjával, és csak fél évig tartó, kínzásokat sem nélkülöző kihallgatási sorozat után engedték szabadon. 1946 vége felé hagyta el a Csehszlovákiát, egy Belgiumba visszatelepülő csoport tagjai közé bejutva.

## Későbbi sorsa
Későbbi sorsáról kevés adat ismert. Járt az Egyesült Államokban, Kínában és Indiában (ahol Teréz anyával is kapcsolatba került) valamint Nyugat-Európa több országában. Halálának pontos időpontja ismeretlen. Egyes források szerint 1981-ben, mások szerint 1990-ben vagy 1992-ben hunyt el Párizsban.
A negyvenes években végzett tevékenységét (igaz, valódi nevének említése nélkül) egy 1949-ben Amerikában megjelent nagysikerű könyvből ismerte meg a világ. A könyv később több kiadást is megért és több világnyelvre lefordították. A magyar fordítás 2015-ben jelent meg Élő hit a föld alatt címmel.
2006-ban Szlovákiában és Horvátországban is egy-egy nemzetközi tudományos konferencián emlékeztek rá születésének 100. évfordulója alkalmából. A konferenciák anyaga könyvekben is megjelent.